# Summit Lake, Frontenac County
Summit Lake är en sjö i Kanada.   Den ligger i countyt Frontenac County och provinsen Ontario, i den sydöstra delen av landet, 100 km väster om huvudstaden Ottawa. Summit Lake ligger 279 meter över havet.
I omgivningarna runt Summit Lake växer i huvudsak blandskog. Trakten runt Summit Lake är nära nog obefolkad, med mindre än två invånare per kvadratkilometer.